# Bernard Vernier-Palliez
Bernard Vernier-Palliez (* 2. März 1918; † 12. Dezember 1999) war ein französischer Manager, Diplomat und  Politiker. Von 1981 bis 1984 war er französischer Botschafter in den USA.

## Leben
Bernard Vernier-Palliez wurde 1945 von Pierre Lefaucheux bei Renault eingestellt. 1948 wurde Generalsekretär bei Renault. 1967 wurde er stellvertretender Generalmanager von Renault und leitete Saviem. 1975 löste er Pierre Dreyfus in der Leitung des Unternehmens Renault ab und wurde seinerseits Ende 1984 von Bernard Hanon abgelöst.
Bernard Vernier-Palliez ist Absolvent der HEC Paris und der Sciences Po.